# Морозовка (Омская область)
Моро́зовка — село в Омском районе Омской области России. Административный центр Морозовского сельского поселения.
Население — ↗2717 чел. (2010)

## История
Название связано с Севой Морозовым, одним из богатейших торговцев дореволюционного времени. В непосредственной близости от села находился склад мяса, которое реализовывалось в городе Омске. Каждую весну закупались стада рогатого скота в Монголии и в течение лета они доходили до места переработки и зимнего хранения. После наступления первых холодов скот забивали, после чего замораживали. Склады находились в 500—700 метрах от современного центра села, в настоящее время все следы производства поглотил лес.
В середине 1940-х годов была основана колония для расконвоированных заключённых, территория была разделена колючей проволокой, по разные стороны которой стояли женские и мужские бараки.
Для целей управления колонией (лагерем) был построен барак для семей служащих. Поначалу штат работников лагеря не превышал 8 человек.
В тяжёлое для страны послевоенное время силами заключённых были построены — кирпичный завод, карьер, конюшни, фермы, свинарники и пасека. Быстрому росту промышленной зоны способствовало то, что заключённые в большей своей массе были трудоспособными. Так как заключённые работали на полях и фермах возле лагеря, к ним свободно могли приходить мужья, дети, родственники в рабочее время. Могли прямо на выпасе надоить свежего молока, собрать яйца. Некоторые заключённые тайно продавали продукты жителям окрестных деревень. Заключённые возили воду, детей из семей охраны в школу.
В результате чего в лагере не требовалось специально поддерживать дисциплину, так как любой осуждённый понимал, что за малейшее преступление он будет направлен в другое исправительное заведение с ужесточением режима.
Через некоторое время управлению лагеря с участием заключённых удалось построить громаднейший промышленный комплекс. В результате годовой отчётности по Омской области лагерь получил свыше миллиона рублей прибыли и занял одно из первых мест среди «колхозов миллионеров». Для обмена и получения опыта в лагерь были направлены руководители других колхозов и совхозов.
Позже руководство области решило избавиться от «Тюрьмы миллионерки». В результате чего, был запрещён выход заключённых за территорию лагеря, вся сельскохозяйственная собственность была распределена среди окружающих производств. Через некоторое время колония была переустроена только под содержание заключённых женского пола.
В 1970 году Морозовка получила статус села.

## Население
| 2006 | 2010  |
| ---- | ----- |
| 2504 | ↗2717 |

Гендерный состав
По данным Всероссийской переписи населения 2010 года в гендерной структуре населения из 	2717 человек мужчин — 	1290, женщин — 1427	(47,5 и 52,5 % соответственно)
Национальный состав
Согласно результатам переписи 2002 года, в национальной структуре населения русские составляли 89 % от общей численности населения в 2425 чел..

## Инфраструктура
В настоящее время в селе расположен ГНУ «Сибирский институт птицеводства» Россельхозакадемии.

## Транспорт
Асфальтированная дорога до Омска.